# 장수 신광사 대웅전
장수 신광사 대웅전(長水 新光寺 大雄殿)은 대한민국 전북특별자치도 장수군, 신광사에 있는 대웅전이다. 1985년 8월 16일 전라북도의 유형문화재 제113호로 지정되었다.

## 개요
신광사는 성수산에 있는 절로 신라 흥덕왕 5년(830)에 무염국사가 지었으나 그 뒤의 역사는 전해지지 않으며, 조선 헌종 6년(1840)에 수리하였다는 기록만이 전한다.
신광사 대웅전은 석가모니를 모시는 법당으로 절의 중심에 위치한다.
앞면 3칸·옆면 3칸으로 지붕 옆면이 사람 인(人)자 모양인 맞배지붕이다. 지붕 위에는 흔히 볼 수 없는 형태로 얇고 넓적한 돌을 깔았으며, 지붕의 맨 윗부분만 기와를 얹었다. 건물의 양 끝이 처져보이는 것을 방지하기 위해서 지붕의 끝을 약간 올렸다. 기둥 위에서 지붕 처마를 받치는 공포는 기둥 위에만 있는 주심포 양식이다. 앞면 3칸 중 가운데 칸은 2짝 미닫이로 빗살문이며, 양쪽 칸은 2짝 미닫이로 아(亞)자형 문이다. 내부는 우물천장에 우물마루이며, 불단을 만들어 불상을 모시고 있다.

## 현지 안내문
이 대웅전은 석가모니부처를 중심으로 문수보살과 보현보살을 같이 모신 곳이다. 문수보살은 지혜의 상징이고, 보현보살은 실천수행의 상징이다. 겹처마에 돌로 된 너새를 깐 지붕이 이채로운 신광사는, 신라 경문왕 5년(865)에 무렴국사가 처음 짓고, 조선 헌종 15년(1849)에 장수현감으로 있던 조능하가 고친 사찰이다. 경내에는 지장보살, 십대왕을 모신 명부전 등의 건물이 남아 있다.

## 같이 보기
- 신광사

## 참고 자료
- 신광사대웅전 - 국가유산청 국가유산포털